# William Bayle Bernard
William Bayle Bernard (Boston, 27 novembre 1807 – Brighton, 5 agosto 1875) è stato un drammaturgo e critico teatrale inglese, uno dei più popolari del suo tempo, nato negli Stati Uniti d'America.

## Biografia
William Bayle Bernard nacque il 27 novembre 1807 a Boston negli Stati Uniti, figlio maggiore dell'attore-manager inglese John Bernard (1756-1828), molto popolare negli Stati Uniti per le sue interpretazioni sia classiche sia comiche contemporanee, e della sua terza moglie Wright.
La famiglia tornò in Inghilterra nel 1820 e Bernard si avvicinò al mondo del teatro come scrittore drammatico esordendo con Il pilota (The Pilot, 1826), rappresentato al Coburg Theatre nel 1826.
Nell'arco della sua quarantennale carriera scrisse e vide rappresentate una cinquantina di opere, spesso di ambientazione americana, tra le quali risultarono particolarmente significativi i melodrammi, realizzati nello stile sanguigno e duro dell'epoca.
Tra le sue opere si ricordano: La campana muta (The Dump Bell, 1831), Rip van Winkle (1832), Casco Bay (1832), I kentuckiani (The Kentuckian, 1833), L'uomo nervoso (The Nervous Man, 1833), La mummia (The Mummy, 1833), Un viaggio a New York (A Trip to New York, 1833), Lucilla, ovvero La storia di un cuore (Lucille, or The story of a heart, 1836), Marie Ducange (1837), Il giro sbagliato (The Round of Wrong, 1846), La nuvola che passa (The Passing Cloud, 1850), Una tempesta in una tazza da tè (A Storm in a Teacup, 1854), Faust, ovvero il Fato di Margherita (Faust, or The fate of Margaret, 1866), Il Doge di Venezia (The Doge of Venice, 1867).
Lasciò inoltre un libro di cronache e memorie riguardanti il teatro in America.
William Bayle Bernard morì il 5 agosto 1875 a Brighton.

## Opere
- Il pilota (The Pilot, 1826);
- La campana muta (The Dump Bell, 1831);
- Rip van Winkle (1832);
- Casco Bay (1832);
- I kentuckiani (The Kentuckian, 1833);
- L'uomo nervoso (The Nervous Man, 1833);
- La mummia (The Mummy, 1833);
- Un viaggio a New York (A Trip to New York, 1833);
- Lucilla, ovvero La storia di un cuore (Lucille, or The story of a heart, 1836);
- Marie Ducange (1837);
- Il giro sbagliato (The Round of Wrong, 1846);
- La nuvola che passa (The Passing Cloud, 1850);
- Una tempesta in una tazza da tè (A Storm in a Teacup, 1854);
- Faust, ovvero il Fato di Margherita (Faust, or The fate of Margaret, 1866);
- Il Doge di Venezia (The Doge of Venice, 1867).